# 中山武敏
中山 武敏（なかやま たけとし、1944年2月6日 - ）は、日本の弁護士。狭山事件の再審請求の主任弁護人をつとめた。第二東京弁護士会所属。登録番号12688。

## 経歴
福岡県直方市の被差別部落に生まれる。実父の中山重夫は大日本帝国陸軍戦車隊の整備兵として中国戦線に参加し、日本軍の残虐行為を目撃したと主張、戦後は南京大虐殺の証言を続け、反戦平和運動やカトリック教会の部落解放運動の発足に寄与し、部落解放同盟東京都連合会江戸川支部長や東京江戸川区日中友好協会会長などを務めた。
父が靴の修理、母が廃品回収で生計を支える貧困家庭に育ち、働きながら苦学し、定時制高校を経て、1968年、中央大学法学部二部卒業。1969年に司法試験合格、司法修習（23期）を経て、1971年に弁護士を開業。中山武敏法律事務所を部落解放同盟中央本部の松本記念会館内に置く。
早乙女勝元を隣人に持つ縁から、2006年10月、原告100名以上、弁護団110名から成る東京空襲訴訟原告団を結成し、弁護団長に就任。2007年3月9日、日本政府に訴状を提出、国に謝罪と総額約8億円（1人当たり1100万円）を要求したが、一審・二審共敗訴し、2013年5月、最高裁で敗訴が確定した。
日弁連立法対策センター委員、重慶大爆撃訴訟原告弁護団、「軍隊を捨てた国・コスタリカに学ぶ平和をつくる会」共同代表、「韓国併合」100年市民ネットワーク共同代表、北足立九条の会の呼びかけ人をも務める。
2015年には、朝日新聞の慰安婦報道について、植村隆に「一緒にたたかおう。この問題は植村さんだけの問題ではない。日本の民主主義の問題だ」と呼びかけて『週刊文春』と西岡力を提訴させた。
弟の中山末男は、部落解放同盟筑後地区協議会委員長を務めている。